# ماري موريس (ممثلة أمريكية)
ماري موريس (بالإنجليزية: Mary Maurice)‏ هي ممثلة أمريكية، ولدت في 15 نوفمبر 1844، وتوفيت في 30 أبريل 1918.

## وصلات خارجية
- ماري موريس على موقع IMDb (الإنجليزية)
- ماري موريس على موقع أول موفي (الإنجليزية)
- ماري موريس على موقع قاعدة بيانات الفيلم (الإنجليزية)